# Jürgen Schiewe
Jürgen Schiewe (ur. 31 marca 1955 w Königslutter-Leim) – niemiecki germanista, językoznawca, badacz historii języka niemieckiego i kultury Niemiec, badacz historii puryzmu językowego.

## Życiorys
W latach 1976–1982 studiował germanistykę, filozofię i historię na uniwersytetach w Ratyzbonie i we Freiburgu Bryzgowijskim. Doktoryzował się z językoznawstwa germanistycznego w roku 1986.
W roku 1988 otrzymał nagrodę Fundacji Hugo Mosera za swoją pracę o historii Uniwersytetu we Freiburgu.
Habilitację uzyskał w roku 1994. Do 2000 pracownik naukowy Uniwersytetu we Freiburgu. Od roku 2000 na Uniwersytecie im. Ernsta Moritza Arndta w Greifswaldzie, w latach 2003–2018 piastował tam stanowisko profesora jako kierownik Katedry Językoznawstwa Germanistycznego.
Od 2007 członek rzeczywisty Niemieckiej Akademii Języka i Literatury (Deutsche Akademie für Sprache und Dichtung). Od 2008 członek Rady ds. Niemieckiej Ortografii (Rat für deutsche Rechtschreibung).
W latach 2003–2011 współpracował z Instytutem Filologii Germańskiej Uniwersytetu Szczecińskiego – współorganizator cyklicznych międzynarodowych konferencji językoznawczych „Komunikacja dla Europy” („Kommunikation für Europa”) w Pobierowie (w zachodniopomorskim) i współredaktor tomów pokonferencyjnych.
Członek Rady Naukowej „Colloquia Germanica Stetinensia”.

## Publikacje
Publikacje Schiewego dotyczą następujących tematów: historia języka niemieckiego na tle przemian kulturowych, historia puryzmu językowego w Niemczech i w Europie, krytyka językowa.

### Ważniejsze publikacje książkowe
- 1986: Sprache und Öffentlichkeit. Carl Gustav Jochmann und die politische Sprachkritik der Spätaufklärung. Berlin: Erich Schmidt.
- 1986: Die Macht der Sprache. Eine Geschichte der Sprachkritik von der Antike bis zur Gegenwart. München: C.H. Beck.
- 1988. Sprachpurismus und Emanzipation. Joachim Heinrich Campes Verdeutschungsprogramm als Voraussetzung für Gesellschaftsveränderungen. Hildesheim etc.: Olms.
- 1996: Sprachenwechsel – Funktionswandel – Austausch der Denkstile: die Universität Freiburg zwischen Latein und Deutsch. Tübingen: Niemeyer.
- 2004: Öffentlichkeit. Entstehung und Wandel in Deutschland. Paderborn u.a.: Schöning.
- 2022: Sprachkritik. Dokumente der Konturierung und Etablierung einer linguistischen Teildisziplin. Hildesheim etc.: Olms.

### Redakcja tomów (wybór)
- 2006: Kompetenz, Diskurs, Kontakt. Sprachphänomene in der Diskussion. Beiträge des deutsch-polnischen Kolloquiums, Greifswald 21.–22. Oktober 2004. Frankfurt a. M. etc.: Peter Lang.
- 2006: (współred.: Ryszard Lipczuk/Werner Westphal): Kommunikation für Europa. Interkulturelle Kommunikation als Schlüsselqualifikation. Frankfurt a. M. etc.: Peter Lang.
- 2011: (współred.: Ryszard Lipczuk/Krzysztof Nerlicki/Werner Westphal): Kommunikation für Europa II. Sprache und Identität. Frankfurt a. M. etc.: Peter Lang[5].